# Петтер, Вилли
Вилли Петтер (нем. Willy Petter) — фигурист из Австрии, серебряный призёр чемпионатов Европы 1932 и 1933 годов, двукратный чемпион Австрии 1931 и 1932 годов в парном катании. Выступал в паре с Лилли Шольц (Гайллард).

## Спортивные достижения
| Соревнования/Сезоны | 1931 | 1932 | 1933 |
| ------------------- | ---- | ---- | ---- |
| Чемпионаты мира     | 4    |      |      |
| Чемпионаты Европы   | 3    | 2    | 2    |
| Чемпионаты Австрии  | 1    | 1    | 2    |